# Chiesa di Santa Maria Goretti (Roma)

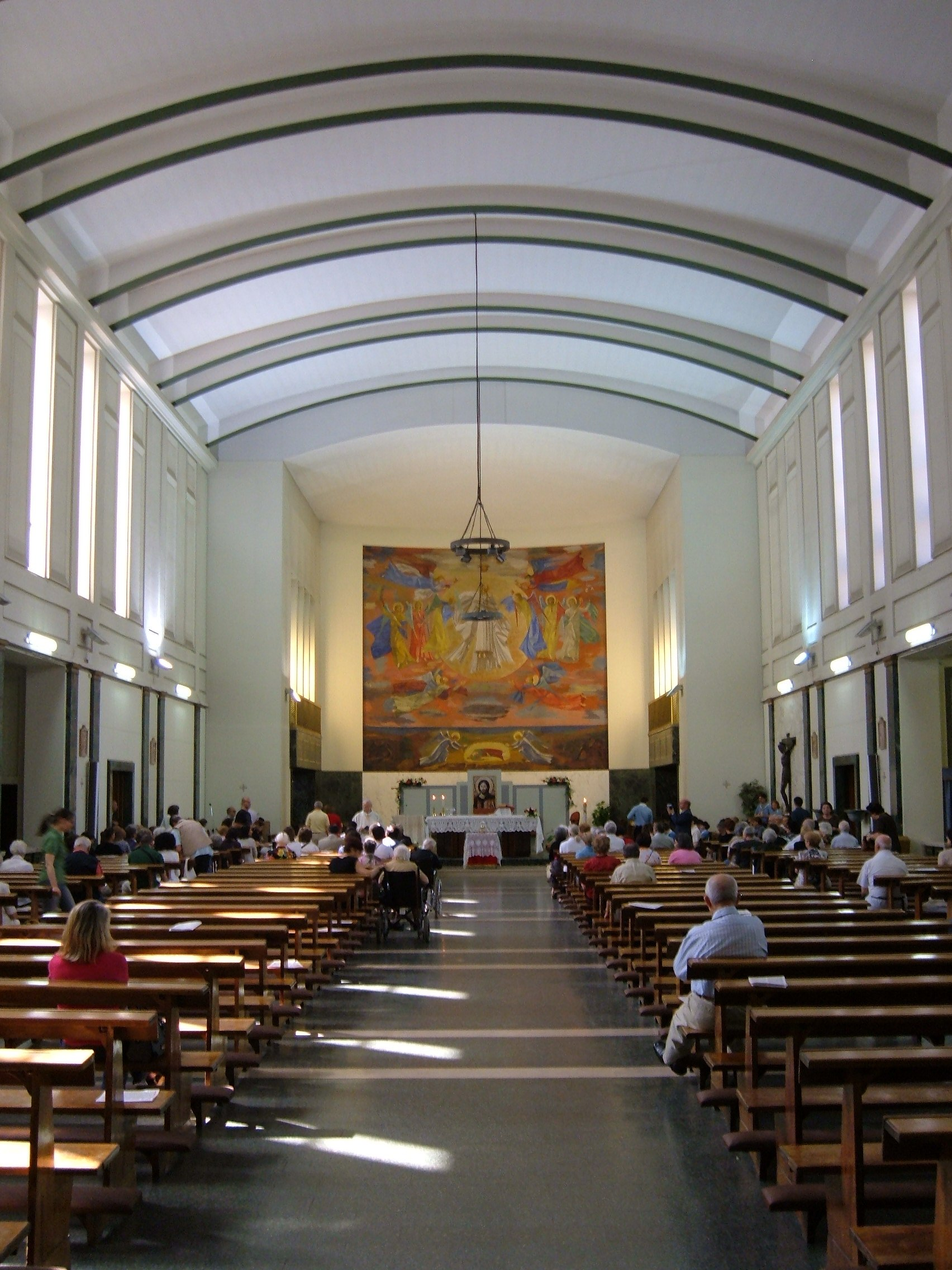
L'interno

La chiesa di Santa Maria Goretti è una chiesa di Roma, situata in via di Santa Maria Goretti, nel quartiere Trieste.

## Storia e descrizione
È stata costruita nel 1954 dall'architetto Tullio Rossi, e consacrata il 15 maggio 1954 da monsignor Luigi Traglia.
Esternamente si presenta in color mattone; la facciata è scandita da otto liste verticali che incrociano altre tre orizzontali, così da formare diciotto riquadri; in due di questi, i più grandi, sono inseriti il portale d'entrata ed una grande finestra (rosone), entro la quale è inserita una croce ed i simboli dei quattro evangelisti. Lo stemma di Pio XII chiude in alto la facciata, ove è posta la scritta: D.O.M. In hon. B. Mariae Goretti V. M. A.D. MCMLIII. Nove gradini accedono alla facciata; la chiesa è fiancheggiata da una bassa torre campanaria, ove sono inserite due campane.
L'interno si presenta ad un'unica navata, con abside. In questo è collocato un affresco di Luigi Montanarini raffigurante Santa Maria Goretti nella gloria del cielo.
La chiesa è sede parrocchiale, eretta il 1º giugno 1953 con il decreto In suburbana regione del cardinale vicario Clemente Micara.
Su questa chiesa insiste la diaconia di Santa Maria Goretti, istituita il 18 febbraio 2012.